# Lilla Hamnholmen, Raseborg
Lilla Hamnholmen är en ö i Finland. Den ligger i Finska viken eller Skärgårdshavet och i kommunen Raseborg i den ekonomiska regionen  Raseborg i landskapet Nyland, i den södra delen av landet. Ön ligger omkring 97 kilometer väster om Helsingfors.
Öns area är 3,3 hektar och dess största längd är 270 meter i nord-sydlig riktning.